# Alessandro Noselli
Alessandro Noselli (Udine, 1º settembre 1980) è un ex calciatore italiano.

## Carriera
Alessandro inizia la sua avventura nell'Udinese Calcio all'età di 12 anni, facendo tutta la trafila nel settore giovanile e collezionando anche molte presenze nelle Nazionali giovanili.
Poi dopo aver fatto un ottimo campionato con la formazione Primavera di cui diventa capocannoniere del campionato si aggrega alla prima squadra di cui facevano parte nomi importanti come Oliver Bierhoff, Paolo Poggi, Marcio Amoroso e Stefano Fiore tra i tanti.
Dopo un anno in prestito al Castel di Sangro passa al Sudtirol dove si afferma come uno degli attaccanti più forti della categoria, in cui vince il titolo di capocannoniere del girone.
Nel 2005 vince il campionato di serie C con il Mantova e l'anno dopo alla fine di un grande campionato sfiora la promozione in serie A sempre con la stessa squadra perdendo in finale solo con il Torino ai supplementari.
Col passare degli anni si afferma sempre di più come uno dei più forti attaccanti della categoria andando spesso in doppia cifra e rimanendo sempre nelle prime posizioni della classifica marcatori.
Durante i suoi anni nel Sassuolo calcio giocherà ancora due volte i playoff per salire nella massima serie.
Nel 2013 si trasferisce nei New York COSMOS, primo italiano dai tempi di Giorgio Chinaglia, dove segna subito il gol vittoria alla prima partita ufficiale e al termine della stagione risulterà uno dei giocatori determinanti per la vittoria della NASL.
Tornato in Italia milita nella squadra bolognese del Sasso Marconi prima in Eccellenza poi, a seguito della promozione, in Serie D.

## Statistiche

### Presenze e reti nei club professionistici
| Stagione                           | Squadra                            | Campionato                         | Campionato | Campionato | Coppe nazionali | Coppe nazionali | Coppe nazionali | Coppe continentali | Coppe continentali | Coppe continentali | Altre coppe | Altre coppe | Altre coppe | Totale | Totale |
| Stagione                           | Squadra                            | Comp                               | Pres       | Reti       | Comp            | Pres            | Reti            | Comp               | Pres               | Reti               | Comp        | Pres        | Reti        | Pres   | Reti   |
| ---------------------------------- | ---------------------------------- | ---------------------------------- | ---------- | ---------- | --------------- | --------------- | --------------- | ------------------ | ------------------ | ------------------ | ----------- | ----------- | ----------- | ------ | ------ |
| 1999-2000                          | Udinese                            | A                                  | 0          | 0          | CI              | 1               | 0               |                    |                    |                    |             |             |             | 1      | 0      |
| 2000-2001                          | Castel di Sangro                   | C1                                 | 24         | 4          | CI              | 4               | 1               | -                  | -                  | -                  | -           | -           | -           | 28     | 5      |
| 2001-2002                          | Südtirol                           | C2                                 | 27+2       | 10         | CI              | 0               | 0               | -                  | -                  | -                  | -           | -           | -           | 29     | 10     |
| 2002-2003                          | Südtirol                           | C2                                 | 25         | 16         | CI              | 8               | 4               | -                  | -                  | -                  | -           | -           | -           | 33     | 20     |
| Totale Südtirol e Castel di Sangro | Totale Südtirol e Castel di Sangro | Totale Südtirol e Castel di Sangro | 76+2       | 30         |                 | 13              | 5               |                    | -                  | -                  |             | -           | -           | 91     | 35     |
| 2003-2004                          | Triestina                          | B                                  | 17         | 1          | CI              | 0               | 0               | -                  | -                  | -                  | -           | -           | -           | 17     | 1      |
| 2004-2005                          | Mantova                            | C1                                 | 24+1       | 1+2        | CI              | 4               | 1               | -                  | -                  | -                  | -           | -           | -           | 29     | 4      |
| 2005-2006                          | Mantova                            | B                                  | 34+4       | 8+1        | CI              | 0               | 0               | -                  | -                  | -                  | -           | -           | -           | 38     | 9      |
| 2006-2007                          | Mantova                            | B                                  | 36         | 7          | CI              | 1               | 0               | -                  | -                  | -                  | -           | -           | -           | 37     | 7      |
| 2007-2008                          | Mantova                            | B                                  | 22         | 2          | CI              | 1               | 0               | -                  | -                  | -                  | -           | -           | -           | 23     | 2      |
| Totale Triestina e Mantova         | Totale Triestina e Mantova         | Totale Triestina e Mantova         | 133+5      | 19+3       |                 | 6               | 1               |                    | -                  | -                  |             | -           | -           | 144    | 23     |
| 2008-2009                          | Sassuolo                           | B                                  | 37         | 16         | CI              | 1               | 0               | -                  | -                  | -                  | -           | -           | -           | 38     | 16     |
| 2009-2010                          | Sassuolo                           | B                                  | 39+1       | 18         | CI              | 2               | 0               | -                  | -                  | -                  | -           | -           | -           | 42     | 18     |
| 2010-2011                          | Sassuolo                           | B                                  | 17         | 4          | CI              | 1               | 0               | -                  | -                  | -                  | -           | -           | -           | 18     | 4      |
| 2011-2012                          | Sassuolo                           | B                                  | 5+2        | 0          | CI              | 0               | 0               | -                  | -                  | -                  | -           | -           | -           | 7      | 0      |
| Totale Sassuolo                    | Totale Sassuolo                    | Totale Sassuolo                    | 98+3       | 38         |                 | 4               | 0               |                    | -                  | -                  |             | -           | -           | 105    | 38     |
| 2013                               | N.Y. Cosmos                        | NASL                               | 9+1        | 3          | USOC            | 0               | 0               | -                  | -                  | -                  | -           | -           | -           | 10     | 3      |
| 2014                               | N.Y. Cosmos                        | NASL                               | 5          | 1          | USOC            | 3               | 2               | -                  | -                  | -                  | -           | -           | -           | 8      | 3      |
| Totale N.Y. Cosmos                 | Totale N.Y. Cosmos                 | Totale N.Y. Cosmos                 | 14+1       | 4          |                 | 3               | 2               |                    | -                  | -                  |             | -           | -           | 18     | 6      |
| Totale carriera                    | Totale carriera                    | Totale carriera                    | 321+11     | 91+3       |                 | 26              | 8               |                    | -                  | -                  |             | -           | -           | 358    | 102    |

## Palmarès

### Club

#### Competizioni nazionali
- CAMPIONATO Serie C1
Mantova: 2005
- NASL Championship
New York Cosmos: 2013